# Медведево (Свердловская область)
Медведево — село в муниципальном округе Нижняя Салда Свердловской области России. 

## Географическое положение
Медведево расположено в 22 километрах (по дорогам в 26 километрах) к северо-востоку от города Нижней Салды, на левом берегу реки  Салды (правого притока Тагила), в 4-х километрах выше устья. Почва каменистая и глинистая и требует удобрения при занятии земледелием.

## История села
Село впервые упоминается в 1680 году. Древнейшие обитатели этой местности были вогулы. Когда здесь появились русские, вогулы стали удаляться на север в леса; много погибло их здесь при Ермаке. Своё название село получило от двух русских поселенцев из Шадринского уезда, по фамилии Медведевых, которые занимались звероловством. В начале XX века основный вид деятельности жителей села было хлебопашество и золотодобыча по реке Тагил, а также обработка и доставка древесного угля для Демидовских заводов. Все жители были православные.

## Симеоновская церковь
25 августа 1865 года была заложена деревянная однопрестольная церковь, которая была построена к 1874 году на средства прихожан, оштукатурена внутри и снаружи. Церковь была освящена во имя прав. Симеона Верхотурского 8 декабря 1874 года. В 1879 году за неуплату причту жалованья и руги приход был временно прикрыт до 1881 года и приписан к Нижне-Салдинской Николаевской церкви. В начале XX века в церкви имелся пятиярусный иконостас, выкрашенный кубовой краской и украшенный резьбой, колонны и рамы святых икон были прочно позолочены. В начале XX века также в церкви числились иконы святого Савватия, святомученника Власия и святого преподобного Симеона. Церковь была закрыта в 1930-е годы, а затем и снесена. В 1881—1885 годах священником служил Платон Горных.

## Часовня
В 1900 году кроме церкви в селе существовала древняя и очень ветхая деревянная часовня во имя святой Троицы.

## Школа
В 1900 году в селе уже существовала церковно-приходская одноклассная школа.

## Население
| 2002 | 2010 |
| ---- | ---- |
| 111  | ↘90  |